# Admiralteiski rajon
Der Admiralteiski rajon (russisch Адмиралтейский район, wiss. Transliteration Admiraltejskij rajon) ist ein Stadtbezirk von Sankt Petersburg.

## Geschichte
Der Bezirk wurde am 11. März 1994 durch die Fusion der Bezirke Leninski (russisch Ленинский, wiss. Transliteration Leninskij) und Oktjabrski (russisch Октябрьский, wiss. Transliteration Oktjabr'skij) gebildet. Als Reminiszenz existieren im Bezirk noch die Bezirksgerichte Leninski und Oktjabrski.

## Geographie
Das Gebiet des Bezirks wird von Osten nach Westen vom Fluss Moika, dem Gribojedow-Kanal, dem Fluss Fontanka und dem Obwodny-Kanal durchzogen. Der Bereich zwischen der Großen Newa und der Fontanka gehört zum historischen Kern St. Petersburgs, der vor allem in der ersten Hälfte des 18. Jahrhunderts entstand. Der Bereich zwischen Fontanka und Obwodny-Kanal wurde in der zweiten Hälfte des 18. Jahrhunderts angelegt. Zu Beginn des 19. Jahrhunderts dehnte sich die Stadt dann südlich des Obwodny-Kanals aus. Industrie und Gewerbe siedelten sich hauptsächlich zwischen der Fontanka und dem Obwodny-Kanal in der Nähe der Flüsse Jekateringofka und Tarakanowka an.
Der Bezirk grenzt an folgende andere Stadtbezirke an:
- Nr. 2 Wassileostrowski rajon
- Nr. 5 Kirowski rajon
- Nr. 11 Moskowski rajon
- Nr. 17 Frunsenski rajon
- Nr. 18 Zentralny rajon

## Administrative Gliederung

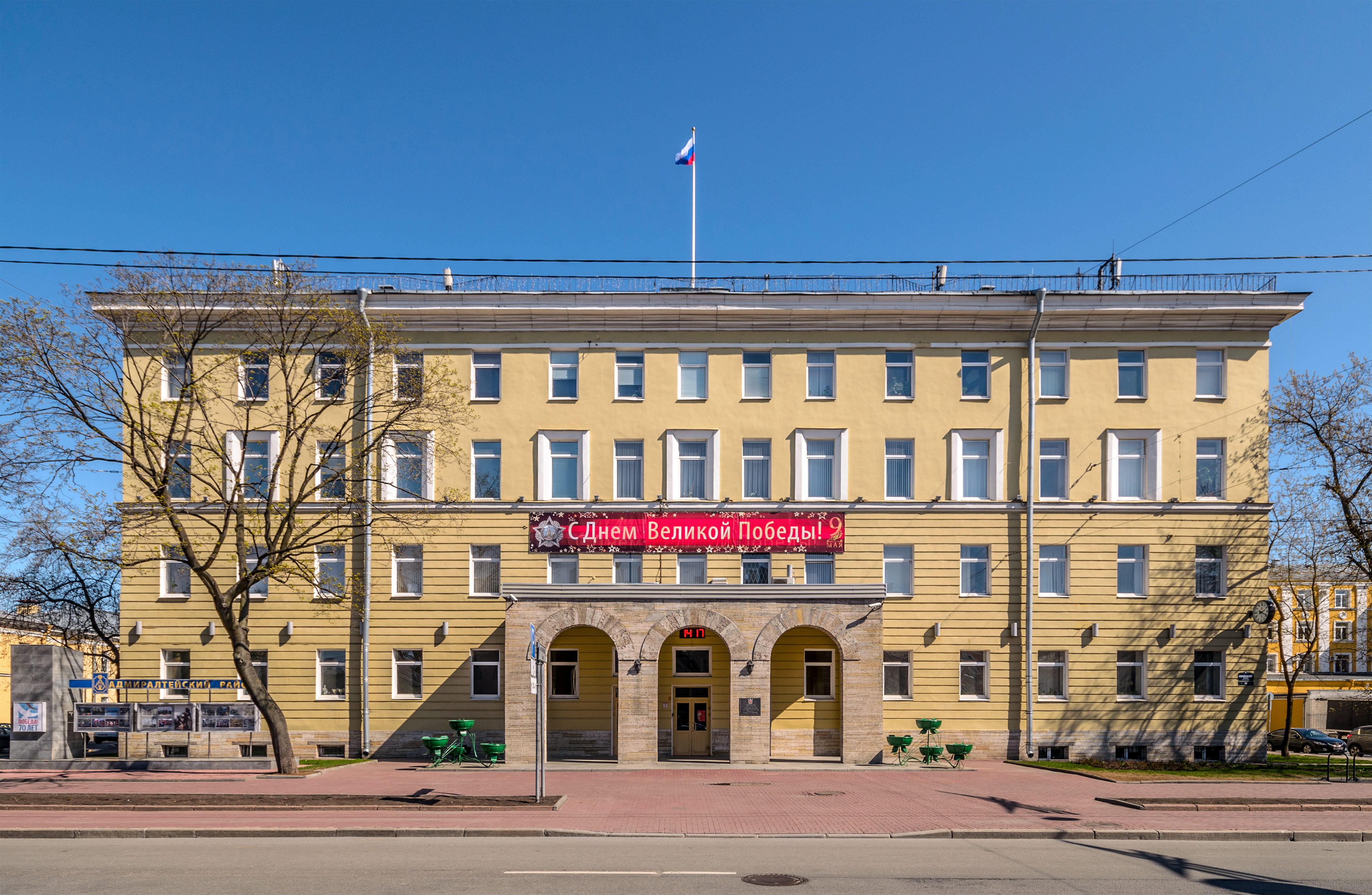
Gebäude der Kreisverwaltung

Innerhalb der Grenzen des Admiralteiski-Bezirks von St. Petersburg existieren sechs „Innerstädtische Gemeinden“ mit dem Status von Gemeindebezirken, die über eine begrenzte Autonomie verfügen.
| [ 3 ] | [ 4 ] | Flagge | Wappen | Name                | Russisch             | Status             | Einwohner (14. Oktober 2010) |
| ----- | ----- | ------ | ------ | ------------------- | -------------------- | ------------------ | ---------------------------- |
| 1     |       |        |        | Admiralteiski       | Адмиралтейский       | Rajon              | 157.897                      |
| 1     | 1     |        |        | Kolomna             | Коломна              | Munizipaler Bezirk | 39.164                       |
| 1     | 2     |        |        | Sennoi okrug        | Сенной округ         | Munizipaler Bezirk | 22.384                       |
| 1     | 3     |        |        | Admiralteiski okrug | Адмиралтейский округ | Munizipaler Bezirk | 22.634                       |
| 1     | 4     |        |        | Semjonowski         | Семёновский          | Munizipaler Bezirk | 23.322                       |
| 1     | 5     |        |        | Ismailowskoje       | Измайловское         | Munizipaler Bezirk | 26.355                       |
| 1     | 6     |        |        | Jekateringofski     | Екатерингофский      | Munizipaler Bezirk | 24.038                       |

## Verkehrsanbindung

### Eisenbahnlinien und Bahnhöfe
Folgende Bahnhöfe befinden sich im Bezirk:
- Witebsker Bahnhof
- Baltischer Bahnhof

Bis 2001 befand sich auf dem Gebiet des Bezirks noch der Warschauer Bahnhof, der jedoch 2001 außer Betrieb genommen wurde. Das Gebäude wurde in ein Einkaufszentrum umgebaut und beherbergte zeitweise auch das Russische Eisenbahnmuseum, das jedoch 2017 in die Nähe des Baltischen Bahnhofs verlegt wurde. Von den ursprünglichen Bahnhofsgebäuden sind nur zwei Lagerhallen sowie ein Wasserturm erhalten geblieben.

### U-Bahnlinien und U-Bahnhöfe

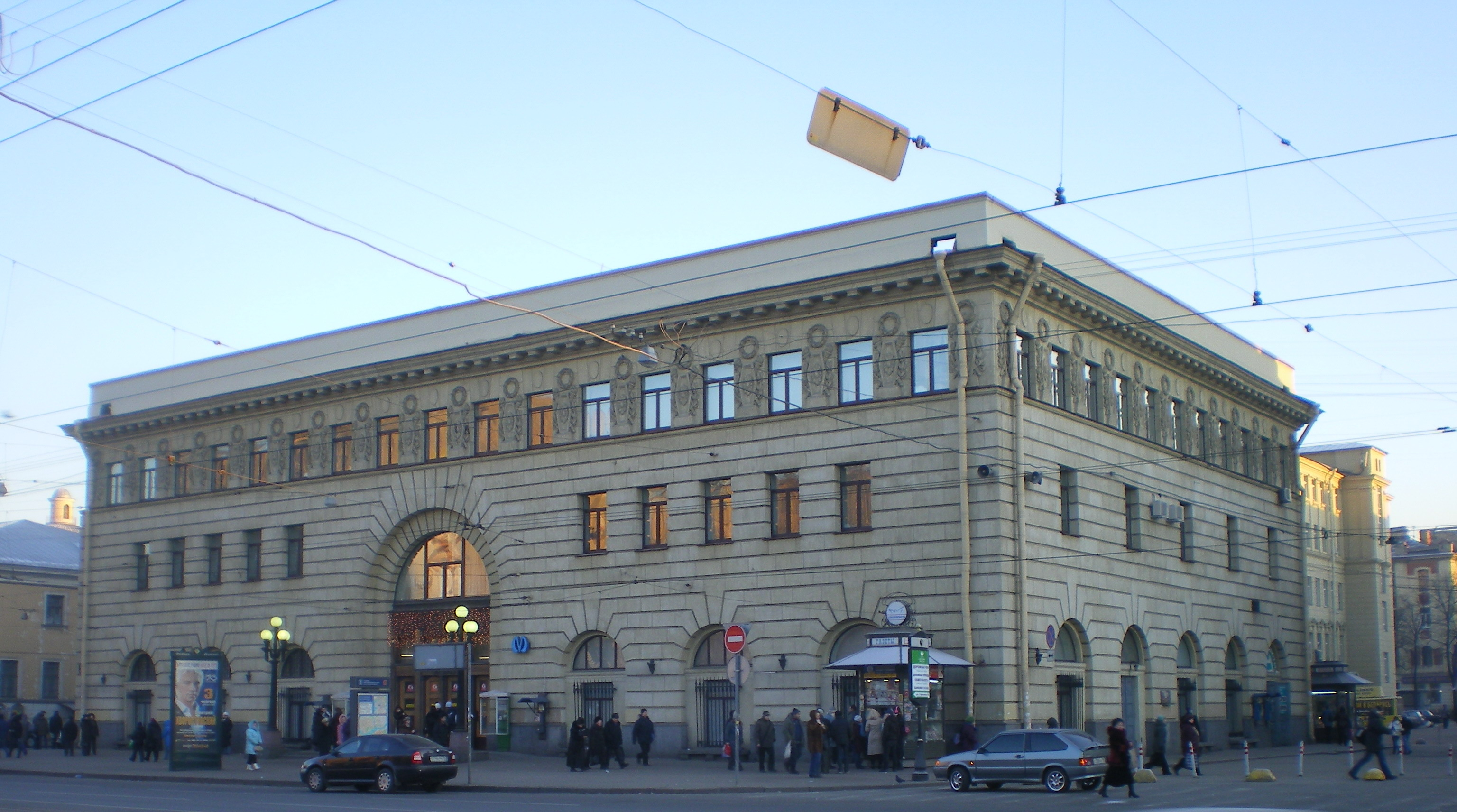
Eingang zur U-Bahnhaltestelle Puschkinskaja

Den Bezirk durchqueren die Linie 1, Linie 2, Linie 4 und Linie 5 der Metro Sankt Petersburg. Folgende U-Bahnstationen befinden sich auf dem Gebiet des Bezirks:
- Linie 1
  - Puschkinskaja
  - Technologitscheski Institut
  - Baltijskaja
- Linie 2
  - Sennaja Ploschtschad
  - Technologitscheski Institut
  - Frunsenskaja
- Linie 4
  - Spasskaja
- Linie 5
  - Sadowaja
  - Swenigorodskaja

Obwohl die U-Bahnstation Admiralteiskaja nach dem Bezirk benannt ist, befindet sie sich im Zentralny rajon.

### Hauptverkehrsstraßen

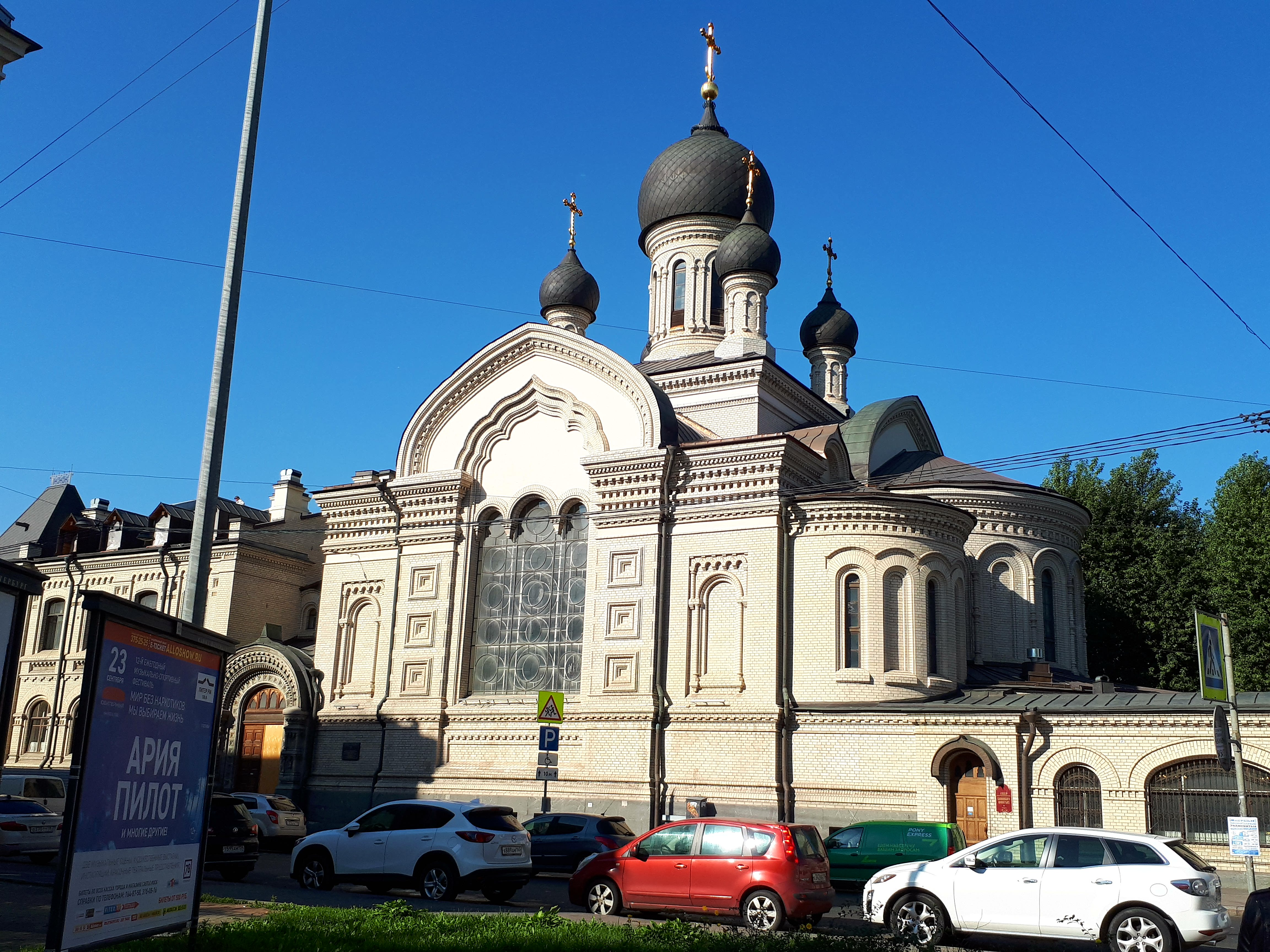
Kirche der Kasaner Ikone der Gottesmutter am Staro-Petergofski prospekt

Folgende Hauptverkehrsstraßen ziehen sich durch den Bezirk:
- Sagorodny prospekt (russisch Загородный проспект, wiss. Transliteration Zagorodnyj prospekt)
- Moskowski prospekt (russisch Московский проспект, wiss. Transliteration Moskovskij prospekt)
- Lermontowski prospekt (russisch Лермонтовский проспект, wiss. Transliteration Lermontovskij prospekt )
- Wosnessenski prospekt (russisch Вознесенский проспект, wiss. Transliteration Voznesenskij prospekt)
- Ismailowski prospekt (russisch Измайловский проспект, wiss. Transliteration Izmajlovskij prospekt)
- Staro-Petergofski prospekt (russisch Старо-Петергофский проспект, wiss. Transliteration Staro-Petergofskij prospekt)
- Rischski prospekt (russisch Рижский проспект, wiss. Transliteration Rižskij prospekt)
- Sadowaja uliza (russisch Садовая улица, wiss. Transliteration Sadovaja ulica)
- Gorochowaja uliza (russisch Гороховая улица, wiss. Transliteration Gorochovaja ulica)

Die Anbindung an andere Stadtteile bzw. Autobahnen erfolgt über folgende Straßen und Brücken:
- Verbindung zur Wassiljewski-Insel über die Blagoweschtschenski-Brücke
- Verbindung zum Frunsenski rajon über die Rusowski-Brücke
- Verbindung zur Autobahn über die Mitrofanjewskoje schosse